# Ignace Tiegerman
Ignacy Tiegerman (usuellement  Ignace, mais aussi Ignaz ; Drohobycz, 24 février 1893 – Le Caire, 31 mai 1968), est un pianiste et pédagogue polonais. Il est un interprète exceptionnel de l'école romantique : Field, Chopin, Brahms, etc.

## Biographie
Il étudie à Vienne, avec Theodor Leschetizky, mais ses leçons avec l'assistant de Leschetizky, Ignaz Friedman sont plus importantes. Tiegerman considère Friedman comme son mentor et Friedman a jugé qu'il était « le plus grand talent avec qui j'ai jamais travaillé ».
Après avoir étudié la philosophie à l'Université de Berlin, il s'installe d'abord aux États-Unis en 1928, mais un problème d'asthme le décide à déménager en Égypte, au Caire dès 1931. À l'approche des troupes de Rommel, Tiegerman s'enfuit au Soudan et y donne le premier concert classique du pays. Il retourne au Caire en 1943.
Il passe l'essentiel de sa vie à enseigner. Son meilleur élève était Henri Barda ; et il a également enseigné Edward Saïd, Mario Feninger et le Prince Hassan Aziz Hassan ainsi que la pianiste Egyptienne Marcelle Matta. Le Prince Hassan l'a appelé « une merveille de réalisation humaine » et a dit plus tard se rappeler les merveilleuses conversations de fin de soirée passées ensemble. 
Ses enregistrements sont très appréciés, malgré leur qualité, effectués la plupart du temps hors du studio. Il a été dit qu'il était le seul rival que Vladimir Horowitz ait craint.
Il est enterré au cimetière juif de Bassatine, au Caire.

## Discographie
- Ignace Tiegerman: The Lost Legend of Cairo (Années 1950, 2CD Arbiter 116)[1]
- La musica in Gran Bretagna e Irlanda : John Field, Nocturnes nos 1 et 13  (1964, LP "Storia Della Musica – Vol. IX - no 11" Fratelli Fabbri Editori SdM 115)[4] avec Britten et Elgar

## Liens contextuels
- Henri Barda
- Ignaz Friedman